# Бермуди на зимових Олімпійських іграх 2018
Бермуди на зимових Олімпійських іграх 2018, що проходили з 9 по 25 лютого 2018 у Пхьончхані (Південна Корея), були представлені 1 спортсменом в 1 виді спорту.

## Спортсмени
| Вид спорту     | Чоловіки | Жінки | Всього |
| -------------- | -------- | ----- | ------ |
| Лижні перегони | 1        | 0     | 1      |
| Всього         | 1        | 0     | 1      |